# Santa Clarita Diet
Santa Clarita Diet ist eine US-amerikanische Horror-Comedy-Fernsehserie des Video-on-Demand-Anbieters Netflix, die von Victor Fresco konzipiert wurde. Sie verfügt über 30 Folgen in drei Staffeln. Die Hauptrollen spielen Drew Barrymore und Timothy Olyphant.

## Handlung
Sheila und Joel Hammond sind Immobilienmakler im kalifornischen Santa Clarita. Mit ihrer Teenagertochter Abby leben sie ein komfortables Leben in der gediegenen Vorstadtsiedlung von Los Angeles. Das Leben der Familie nimmt eine dramatisch-komische Wendung, als Sheila sich in einen Zombie verwandelt, ohne dass man es ihr ansieht, und anfängt, Menschen zu töten und dann zu essen.
Auf der Suche nach einem Heilmittel, der Jagd nach menschlichem Frischfleisch für Sheila und mit der Notwendigkeit, Sheilas Zombiedasein geheim zu halten, geraten die Hammonds in immer absurdere Situationen. Einzig der Nachbarsjunge Eric, ein Nerd, der unsterblich in Abby verliebt ist, wird eingeweiht und zu einem wichtigen Verbündeten.

## Besetzung und Synchronisation
Die deutsche Synchronisation entstand in den Studios der TV+Synchron in Berlin-Adlershof. Die Dialogbücher wurden von Daniel Anderson geschrieben, der auch im Atelier Regie führte.
| Rollenname     | Schauspieler         | Synchronsprecher    | Episoden              |
| -------------- | -------------------- | ------------------- | --------------------- |
| Sheila Hammond | Drew Barrymore       | Nana Spier          | 1.01–3.10             |
| Joel Hammond   | Timothy Olyphant     | Marco Ammer         | 1.01–3.10             |
| Abby Hammond   | Liv Hewson           | Jenny Maria Meyer   | 1.01–3.10             |
| Eric Bemsis    | Skyler Gisondo       | Heiko Akrap         | 1.01–3.10             |
| Dan Palmer     | Ricardo Chavira      | Christian Intorp    | 1.01–1.06             |
| Lisa Palmer    | Mary Elizabeth Ellis | Heide Domanowski    | 1.01–3.10             |
| Rick           | Richard T. Jones     | Sven Rechner        | 1.01–3.10             |
| Alondra        | Joy Osmanski         | Melanie Isakowitz   | 1.01–3.10             |
| Anne Garcia    | Natalie Morales      | Antje von der Ahe   | 1.01–3.10             |
| Rektor Novak   | Thomas Lennon        | Santiago Ziesmer    | 1.04–3.10             |
| Mrs. Bakavic   | Grace Zabriskie      | Denise Gorzelanny   | 1.04–3.10             |
| Loki Hayes     | Deobia Oparei        | Joachim Kaps        | 1.05–3.10             |
| Dr. Cora Wolf  | Portia de Rossi      | Nadine Heidenreich  | 1.09–3.10             |
| Gary West #1   | Nathan Fillion       | Christian Intorp    | 1.01, 2.02–2.05, 2.10 |
| Carl Coby      | Andy Richter         | Joachim Siebenschuh | 1.01, 2.02, 2.06–2.08 |
| Dr. Hasmedi    | Patton Oswalt        | Andreas Conrad      | 1.02                  |
| Bob Jonas      | Ryan Hansen          | Marc Bluhm          | 1.01                  |
| Anton          | Derek Waters         | Arne Stephan        | 1.09                  |
| Ryan           | Ravi Patel           | Konrad Bösherz      | 1.09                  |

## Episodenliste

### Staffel 1
| Nr. (ges.) | Nr. (St.) | Deutscher Titel                        | Originaltitel                 | Erstveröffentlichung USA | Deutschsprachige Erstveröffentlichung (D/A/CH) | Regie           | Drehbuch                      |
| ---------- | --------- | -------------------------------------- | ----------------------------- | ------------------------ | ---------------------------------------------- | --------------- | ----------------------------- |
| 1          | 1         | Also eine Fledermaus oder ein Affe     | So Then a Bat or a Monkey     | 3. Feb. 2017             | 3. Feb. 2017                                   | Ruben Fleischer | Victor Fresco                 |
| 2          | 2         | Wir können keine Menschen umbringen!   | We Can’t Kill People!         | 3. Feb. 2017             | 3. Feb. 2017                                   | Ruben Fleischer | Victor Fresco                 |
| 3          | 3         | Wir können Menschen umbringen          | We Can Kill People            | 3. Feb. 2017             | 3. Feb. 2017                                   | Marc Buckland   | Clay Graham                   |
| 4          | 4         | Der furzende Sextourist                | The Farting Sex Tourist       | 3. Feb. 2017             | 3. Feb. 2017                                   | Ken Kwapis      | Michael A. Ross               |
| 5          | 5         | Mensch essen Mensch                    | Man Eat Man                   | 3. Feb. 2017             | 3. Feb. 2017                                   | Marc Buckland   | Chadd Gindin                  |
| 6          | 6         | Wir achten auf Details                 | Attention to Detail           | 3. Feb. 2017             | 3. Feb. 2017                                   | Craig Zisk      | Leila Cohan-Miccio            |
| 7          | 7         | Merkwürdig oder nur gedankenlos?       | Strange or Just Inconsiderate | 3. Feb. 2017             | 3. Feb. 2017                                   | Lynn Shelton    | Ben Smith                     |
| 8          | 8         | Wie viel Erbrochenes?                  | How Much Vomit?               | 3. Feb. 2017             | 3. Feb. 2017                                   | Steve Pink      | Aaron Brownstein & Simon Ganz |
| 9          | 9         | Das Buch!                              | The Book!                     | 3. Feb. 2017             | 3. Feb. 2017                                   | Tamra Davis     | Sarah Walker                  |
| 10         | 10        | Baka, Bittergalle und Baseballschläger | Baka, Bile and Baseball Bats  | 3. Feb. 2017             | 3. Feb. 2017                                   | Dean Parisot    | Clay Graham                   |

### Staffel 2
| Nr. (ges.) | Nr. (St.) | Deutscher Titel                | Originaltitel        | Erstveröffentlichung USA | Deutschsprachige Erstveröffentlichung (D/A/CH) | Regie          | Drehbuch                      |
| ---------- | --------- | ------------------------------ | -------------------- | ------------------------ | ---------------------------------------------- | -------------- | ----------------------------- |
| 11         | 1         | Keine Familie ist perfekt      | No Family is Perfect | 23. März 2018            | 23. März 2018                                  | Ken Kwapis     | Victor Fresco                 |
| 12         | 2         | Kojote in Yoga-Hosen           | Coyote in Yoga Pants | 23. März 2018            | 23. März 2018                                  | Marc Buckland  | Michael A. Ross               |
| 13         | 3         | Moralische Grauzone            | Moral Gray Area      | 23. März 2018            | 23. März 2018                                  | Ken Kwapis     | Clay Graham                   |
| 14         | 4         | Die Königin von England        | The Queen of England | 23. März 2018            | 23. März 2018                                  | Adam Arkin     | Chadd Gindin                  |
| 15         | 5         | Mit Vorsatz                    | Going Pre-med        | 23. März 2018            | 23. März 2018                                  | Marc Buckland  | Ben Smith                     |
| 16         | 6         | Pasión                         | Pasión               | 23. März 2018            | 23. März 2018                                  | Steve Pink     | Aaron Brownstein & Simon Ganz |
| 17         | 7         | Sinneswandel                   | A Change of Heart    | 23. März 2018            | 23. März 2018                                  | Jaffar Mahmood | Melissa Hunter                |
| 18         | 8         | Staffeleien und Kriegsbemalung | Easels and War Paint | 23. März 2018            | 23. März 2018                                  | Steve Pink     | Caitlin Meares                |
| 19         | 9         | Verdächtige Objekte            | Suspicious Objects   | 23. März 2018            | 23. März 2018                                  | Jamie Babbit   | Romi Barta                    |
| 20         | 10        | Heilbutt!                      | Halibut!             | 23. März 2018            | 23. März 2018                                  | Marc Buckland  | Victor Fresco                 |

### Staffel 3
| Nr. (ges.) | Nr. (St.) | Deutscher Titel                             | Originaltitel                        | Erstveröffentlichung USA | Deutschsprachige Erstveröffentlichung (D/A/CH) | Regie         | Drehbuch                      |
| ---------- | --------- | ------------------------------------------- | ------------------------------------ | ------------------------ | ---------------------------------------------- | ------------- | ----------------------------- |
| 21         | 1         | Wuffenloaf                                  | Wuffenloaf                           | 29. März 2019            | 29. März 2019                                  | Marc Buckland | Victor Fresco                 |
| 22         | 2         | Die Ritter kommen                           | Knighttime                           | 29. März 2019            | 29. März 2019                                  | Ken Kwapis    | Michael A. Ross               |
| 23         | 3         | Wir lassen Menschen jeden Tag verrecken     | We Let People Die Every Day          | 29. März 2019            | 29. März 2019                                  | Geeta Patel   | Clay Graham                   |
| 24         | 4         | Mehr ein Katzenmensch                       | More of a Cat Person                 | 29. März 2019            | 29. März 2019                                  | Andy Ackerman | Ben Smith                     |
| 25         | 5         | Belle und Sebastian schützen den Kopf       | Belle and Sebastian Protect the Head | 29. März 2019            | 29. März 2019                                  | Marc Buckland | Melissa Hunter                |
| 26         | 6         | Das Hühnchen und die Birne                  | The Chicken and the Pear             | 29. März 2019            | 29. März 2019                                  | Rebecca Asher | Aaron Brownstein & Simon Ganz |
| 27         | 7         | Eine spezielle Form der Rücksichtslosigkeit | A Specific Form of Recklessness      | 29. März 2019            | 29. März 2019                                  | Ken Kwapis    | Caitlin Meares                |
| 28         | 8         | Für immer!                                  | Forever!                             | 29. März 2019            | 29. März 2019                                  | Adam Arkin    | Michael A. Ross               |
| 29         | 9         | Zombalesier                                 | Zombody                              | 29. März 2019            | 29. März 2019                                  | Steve Pink    | Clay Graham                   |
| 30         | 10        | Eine Sekte für Sheila                       | The Cult of Sheila                   | 29. März 2019            | 29. März 2019                                  | Marc Buckland | Victor Fresco                 |

## Produktion
Die zehnteilige erste Staffel wurde am 3. Februar 2017 weltweit bei Netflix veröffentlicht. Im Mai 2018 verlängerte Netflix die Serie um eine dritte Staffel, die seit dem 29. März 2019 auf Netflix zur Verfügung steht. Ende April 2019 wurde bekannt, dass die Serie keine vierte Staffel erhalten wird.

## Rezeption
Die erste Staffel der Serie erhielt allgemein positive Kritiken. Rotten Tomatoes veröffentlichte eine Zustimmungsrate von 78 Prozent, basierend auf 73 Bewertungen, und fasst zusammen: „Santa Clarita Diet bietet eine exzellente Besetzung, viele Lacher und eine einnehmende Prämisse – nur das Niveau des Goreanteils ist möglicherweise nicht jedermanns Geschmack.“
Die Website Metacritic ermittelte einen Metascore von 66 von 100 Punkten, basierend auf 36 veröffentlichten Rezensionen anerkannter Kritiker.
Auch die zweite Staffel erhielt allgemein positive Bewertungen. Die Staffel wird auf Rotten Tomatoes mit einer Zustimmungsrate von 89 Prozent, basierend auf 19 Bewertungen gelistet, und führt aus: „Santa Clarita Diet behält den Schwung seiner ersten Staffel mit ununterbrochenem „Comedic Gore“ und einem großen Herzen, das stark für seine liebenswerten Charaktere blutet.“
Mit der dritten Staffel erreichte die Serie auf Rotten Tomatoes eine Bewertung von 100 Prozent, basierend auf 18 Rezensionen. Im kritischen Konsens der Seite heißt es: „Die dritte Staffel von Santa Clarita Diet ist eine großzügige Mahlzeit aus Eingeweiden, schwarzem Humor und einer rührenden Bestätigung ehelicher Liebe – mit Barrymore und Olyphants perfekter Chemie, die jede blutgetränkte Episode aufhellt.“

## Umstrittene Werbekampagne
Im Februar 2017 wurde in Deutschland Kritik laut bezüglich der Plakate, mit denen Netflix die Show beworben hatte, auf denen unter anderem ein menschlicher Finger als Currywurst dargestellt wurde. Nachdem mehr als 50 Beschwerden, die die Plakate als gewaltverherrlichend und insbesondere bei Kindern als angstauslösend bezeichneten, beim Deutschen Werberat eingegangen waren, wurde Netflix darüber informiert. Netflix entschied daraufhin, die Werbekampagne zu beenden und alle Plakate zu entfernen.